# San Jerónimo en su estudio (Durero)

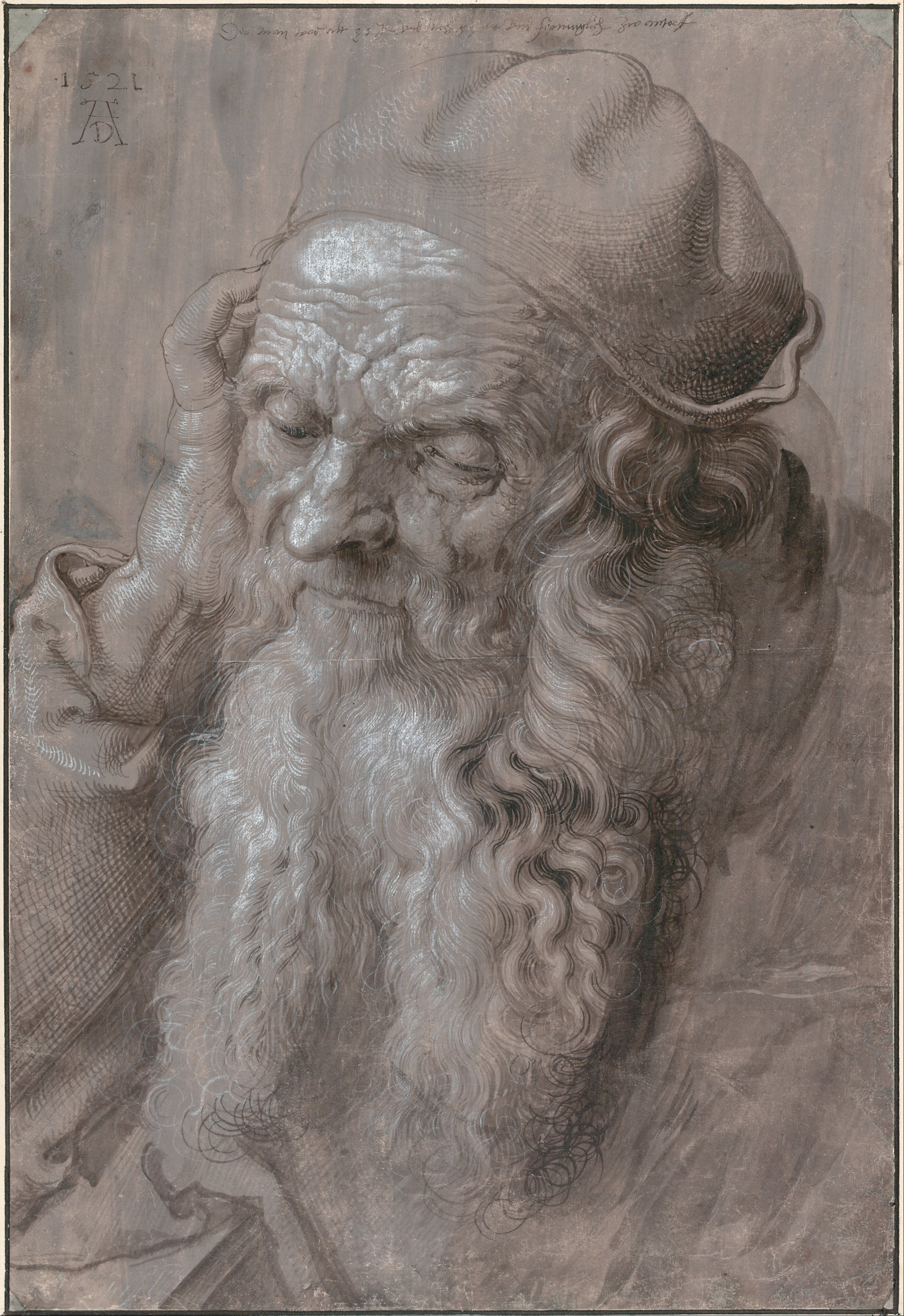
Estudio preparatorio.

San Jerónimo en su estudio es un conocido óleo sobre tabla de 60 x 48 cm de Alberto Durero, firmado y fechado en 1521, y conservado en el Museo Nacional de Arte Antiguo de Lisboa.

## Historia
La obra fue pintada por el artista durante su estancia en los Países Bajos. Como modelo usó a un anciano de noventa y tres años pero todavía vigoroso y con buena salud, lo que impresionó al artista, como cuenta. De él se conserva un notable dibujo preparatorio (Viena, Albertina) sobre el cual se encuentra la anotación de la edad: en este los ojos están dirigidos hacia abajo, mientras en la pintura definitiva miran directamente al espectador.
Se lo regaló al jefe de la misión comercial portuguesa en los Países Bajos Rodrigo Fernández de Almada para ganarse su amistad. Este lo llevó luego consigo a Portugal, donde quedó en la colección familiar de los Almada hasta 1880, cuando lo donaron al museo. La obra, aunque en manos privadas, gozó de amplia notoriedad: de hecho se conocen varias copias, sobre todo de pintores holandeses. El motivo del dedo que señala la calavera, a modo de memento mori, fue tomado de un grabado de Lucas van Leyden del mismo año.

## Descripción y estilo
Frente a todas las demás variaciones sobre el tema de San Jerónimo en su estudio abordadas por Durero en dibujos y grabados, esta es la que tiene el encuadre más cercano al santo, en lugar de abrirse mostrando toda la sala. El anciano es retratado con gran precisión en la representación de los detalles, de los surcos del tiempo a la suave barba blanca, con rizos provistos de finísimos reflejos dorados, que dan un efecto de espléndido brillo.
En lugar de la serena atmósfera de calma dedicada al estudio, presente por ejemplo en el célebre grabado de San Jerónimo en su gabinete, en la pintura de Lisboa la calavera en primer plano adquiere un relieve mucho mayor, tanto más subrayado por el índice de la mano izquierda del santo, que parece destinado a comunicar al espectador un mensaje de renuncia a las vanidades del mundo, a lo que también remite el crucifijo a la izquierda. Explícita es también la mirada triste y desencantada del viejo. Las líneas de fuerza hacen converger inexorablemente el ojo del espectador sobre el gesto del santo, desde el tintero hasta el atril de los libros, que forman una agradable naturaleza muerta de estilo flamenco.
Durero crea así una imagen innovadora del santo patrón de los humanistas cristianos, convirtiendo la imagen habitual de doctor de la iglesia en su estudio rodeado de atributos de erudición o elementos legendarios de su hagiografía, en una imagen potente y sintética de un anciano sabio que medita melancólicamente sobre la muerte y la contingencia.